# Carabiniers van de Keizerlijke Garde
Het regiment van de carabiniers van de Keizerlijke Garde was een Franse militaire eenheid binnen de Keizerlijke Garde en bestond tussen 1865 en 1871.
De carabiniers van de Keizerlijke Garde kazerneerden achtereenvolgens in Melun, Saint-Germain-en-Laye en in Compiègne. Dit regiment speelde een belangrijke rol in de Slag bij Gravelotte, het Beleg van Metz, en de Slag bij Beaune-la-Rolande, veldslagen in het kader van de Frans-Duitse Oorlog van 1870.